# Tidig blåstjärna
Tidig blåstjärna (Scilla bifolia) är en växtart i familjen sparrisväxter. 